# Antananarivo-Renivohitra
Antananarivo-Renivohitra is een district van Madagaskar in de regio Analamanga dat geheel uit een stuk van Antananarivo bestaat. Het district telt 1.230.915 inwoners (2011) en heeft een oppervlakte van 88 km², verdeeld over 1 gemeente.